# Marinha Raupp
Marinha Célia Rocha Raupp de Matos (Maracaí, 23 de novembro de 1960), é uma  política brasileira, filiada ao Partido do Movimento Democrático Brasileiro (PMDB). É ex-deputada federal e ex-primeira-dama do estado de Rondônia.

## Biografia

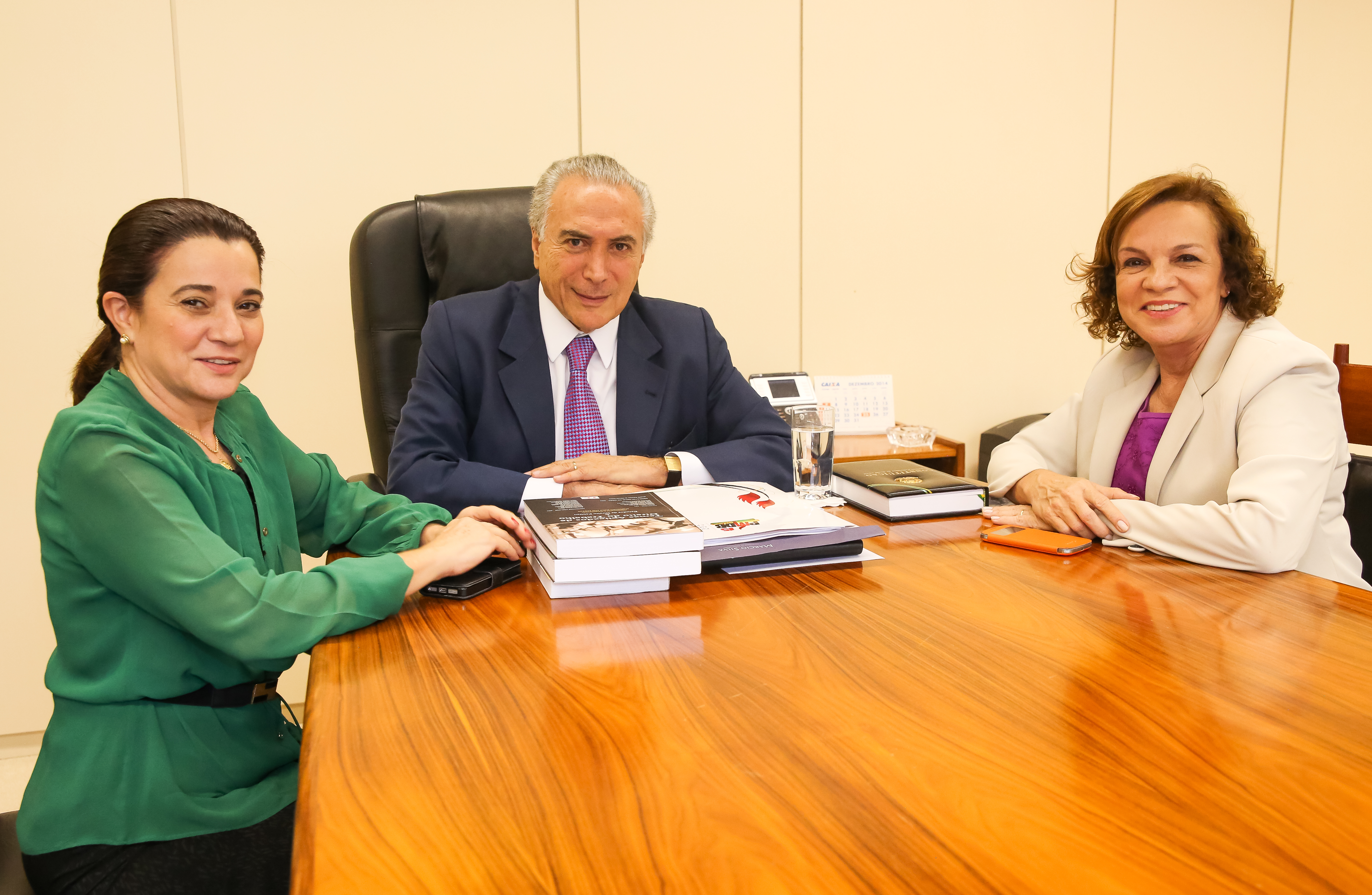
Deputada Marinha Raupp e deputada Fátima Pelaes em audiência com o vice-presidente Michel Temer (2014)

Psicóloga, formada pela UNESP Assis, foi a Rondônia, em 1985, para atuar como professora. Em Rolim de Moura, conheceu o então prefeito Valdir Raupp. Casaram-se e tiveram dois filhos, Cristiane e Valdir Filho. Estreou na política em 1994, então filiada ao PSDB quando foi eleita pela primeira vez deputada federal. Foi reeleita por outras três vezes consecutivas. Desde 2001, pertence ao PMDB. Em 2010  e 2014 , Marinha foi a deputada mais votada de Rondônia.
Votou a favor do Processo de impeachment de Dilma Rousseff. Já durante o Governo Michel Temer, votou a favor da PEC do Teto dos Gastos Públicos. Em abril de 2017, foi favorável à Reforma Trabalhista.  Em agosto de 2017, votou contra o processo em que se pedia abertura de investigação do então presidente Michel Temer, ajudando a arquivar a denúncia do Ministério Público Federal.